# Калинове (селище, Донецький район)
Кали́нове (до 2016 р. — Кото́вського) — село Амвросіївської міської громади Донецького району Донецької області, Україна.

## Загальні відомості
Відстань до райцентру становить близько 9 км і проходить автошляхом місцевого значення.
Поруч розташований ландшафтний заказник місцевого значення Ліс по річці Кринка.
Унаслідок російської військової агресії із серпня 2014 р. Калинове перебуває на території ОРДЛО.

## Історія
Перші поселенці на територію майбутнього села прибули у 1844 році. Це були 48 сімей державних селяни й козаків з Кролевецького, Ніжинського й Остерського повітів Чернігівської губернії.

## Населення
За даними перепису 2001 року населення села становило 128 осіб, із них 71,88 % зазначили рідною мову українську та 28,13 % — російську.